# アスコリ＝アルツェラの定理
数学におけるアスコリ＝アルツェラの定理（アスコリ＝アルツェラのていり、英: Ascoli–Arzelà theorem）は、有界な閉区間上で定義された実数値連続函数の族のすべての列が一様収束する部分列を持つための必要十分条件を与える解析学の一結果である。その主要な条件は、函数の族の同程度連続性である。この定理は、常微分方程式論におけるペアノの存在定理や、複素解析学におけるモンテルの定理、調和解析におけるピーター＝ワイルの定理を含む多くの数学的結果の証明の基盤となっている。
同程度連続性の概念は、Ascoli (1883–1884) と Arzelà (1882–1883) によってほぼ同時期に導入された。この定理の弱い場合として、コンパクト性のための十分条件は Ascoli (1883–1884) によって証明された。またその必要条件も含めた結果の明示は Arzelà (1895) によって初めて行われた。その後、定義域がコンパクト距離空間である実数値連続函数の集合への定理の一般化は Fréchet (1906) によって行われた(Dunford & Schwartz 1958, p. 382)。近年におけるこの定理では、定義域はコンパクトなハウスドルフ空間、値域は任意の距離空間にまで拡張されている。より一般的な定理の構成として、コンパクト生成ハウスドルフ空間から一様空間への函数の族が、コンパクト開位相においてコンパクトであるための必要十分条件を与えるものも存在するKelley (1991, page 234)。

## 定理の内容と第一の結果
ある区間 I = [a, b] 上の連続函数の列 { fn }n∈N が一様有界であるとは、ある数 M が存在して、
{\displaystyle \left|f_{n}(x)\right|\leq M}
がその列に含まれるすべての函数  fn  とすべての x ∈ [a, b] に対して成立することをいう。その列が同程度（一様）連続であるとは、すべての ε > 0 に対してある δ > 0 が存在し、|x − y| < δ  であるなら
{\displaystyle \left|f_{n}(x)-f_{n}(y)\right|<\varepsilon }
がその列のすべての函数  fn  に対して常に成り立つことをいう。簡潔に述べると、ある列が同程度連続であるための必要十分条件は、その元が同一の連続率を持つことをいう。アスコリ＝アルツェラの定理の最も簡潔な場合は、次のようなものである：
実数直線の有界閉区間 [a, b] 上で定義される実数値連続函数 { fn }n∈N を考える。この列が一様有界かつ同程度（一様）連続であるなら、一様収束するある部分列 (fnk) が存在する。
{ fn }  のすべての部分列がそれ自身一様収束部分列を持つなら、{ fn }  は一様有界かつ同程度連続であるという意味で、この逆もまた真となる（この証明は後述を参照）

### 例

#### 微分可能函数
定理の仮定は、一様有界な導函数を持つ一様有界な微分可能函数の列 { fn }  に対して満たされる。実際、導函数が一様有界であれば、平均値の定理より、すべての x と y に対して次が成立する。
{\displaystyle \left|f_{n}(x)-f_{n}(y)\right|\leq K|x-y|.}
ここで K はその列に含まれる函数の導函数の上限であり、n に依存しない。したがって ε > 0 が与えられたとき、δ = ε/2K とすることで列の同程度連続性の定義を確かめることが出来る。これにより次の系が成り立つ：
- {fn} を [a, b] 上で一様有界な実数値微分可能函数で、導函数 {fn′} も一様有界であるようなものの列とする。このとき、[a, b] 上で一様収束する部分列 {fnk} が存在する。

さらに二階導函数の列も一様有界であるなら、一階導函数も（部分列の違いを除いて）一様収束する。その他、連続的微分可能函数に対しても一般化が成立する。函数  fn  は連続的微分可能で、その導函数 f′n は一様同程度連続かつ一様有界であり、列 { fn } は各点ごとに有界（あるいはただ一つの点で有界）とする。このとき、ある連続的微分可能函数に一様収束する { fn }  の部分列が存在する。

#### リプシッツ連続かつヘルダー連続な函数
さらに、次の結果も示される。
- { fn }  が [a, b] 上の実数値函数の一様有界列で、各 f は同じリプシッツ定数 K によってリプシッツ連続であるとする。すなわち、

{\displaystyle \left|f_{n}(x)-f_{n}(y)\right|\leq K|x-y|}
がすべての x, y ∈ [a, b] と  fn  に対して成り立つとする。このとき、[a, b] 上で一様収束する部分列が存在する。
この極限の函数も同じリプシッツ定数 K によってリプシッツ連続である。この結果をさらに改良すると次のようになる。
- [a, b] の函数  f  で、一様有界かつ次数 α, 0 < α ≤ 1 と固定された定数 M に対するヘルダー条件

{\displaystyle \left|f(x)-f(y)\right|\leq M\,|x-y|^{\alpha },\qquad x,y\in [a,b]}
を満たすものからなる集合 F は、C([a, b]) 内において相対コンパクトである。特に、ヘルダー空間 C0,α([a, b]) は C([a, b]) 内においてコンパクトである。
この結果は、より一般に、コンパクト距離空間 X 上のスカラー函数で、その距離に関するヘルダー条件を満たすものに対しても成立する。

#### ユークリッド空間
アスコリ＝アルツェラの定理は、より一般に、d-次元ユークリッド空間 Rd に値を取る函数  fn  に対しても成立し、その証明は非常に簡潔である。すなわち、R-値の場合の結果を d 回適用することで、第一座標において一様収束する部分列を選び、その中から第二座標において一様収束する部分列を選ぶ、という手順を繰り返せばよい。上述の例は、ユークリッド空間に値を取る函数の場合に対しても容易に一般化される。

## 証明
証明は対角線論法に本質的に基づくものである。最も簡単な場合は、次の有界閉区間上の実数値函数の場合である：
- I = [a, b] ⊂ R を有界閉区間とする。一様有界かつ同程度連続な函数  f  : I → R の無限集合を F とする。このとき、I 上で一様収束する F の元の列 fn が存在する。

I 内の有理数の数え上げ {xi}i ∈N を固定する。F は一様有界なので、点 {f(x1)}f∈F の集合は有界である。したがってボルツァーノ＝ワイエルシュトラスの定理より、{fn1(x1)} が収束するような F 内の相異なる函数の列 {fn1} が存在する。点 {fn1(x2)} の列に対して同様の議論を繰り返すことで、{fn2(x2)} が収束するような {fn1} の部分列 {fn2} の存在が分かる。
帰納的にこの手順はどこまででも繰り返すことが出来、次の包含関係を満たす部分列
{\displaystyle \left\{f_{n_{1}}\right\}\supseteq \left\{f_{n_{2}}\right\}\supseteq \cdots }
で、各 k = 1, 2, 3, ..., に対して部分列 {fnk} が x1, ..., xk において収束するようなものが存在する。今、m 番目の項 fm が m 番目の部分列 {fnm} の m 番目の項であるような対角部分列 {f} を構成する。この構成法より、fm は I のすべての有理点において収束する。
したがって、与えられた任意の ε > 0 と I 内の有理数 xk に対し、ある整数 N = N(ε, xk) が存在して次が成り立つ。
{\displaystyle |f_{n}(x_{k})-f_{m}(x_{k})|<{\frac {\varepsilon }{3}},\quad n,m\geq N.}
族 F は同程度連続であるため、この固定された ε と I 内のすべての x に対して、x を含むある開区間 Ux が存在し、
{\displaystyle |f(s)-f(t)|<{\frac {\varepsilon }{3}}}
がすべての f ∈ F と、s, t ∈ Ux であるような I 内のすべての s, t に対して成立する。
区間 Ux, x ∈ I の集合は I の開被覆を構成する。I  はコンパクトなので、この被覆より有限部分被覆 U1, ..., UJ が構成できる。その各開区間 Uj, 1 ≤ j ≤ J が有理数 xk, 1 ≤ k ≤ K を含むような整数 K が存在する。すると、任意の t ∈ I に対し、 t と xk が同じ区間 Uj に属するような j と k が存在する。このように選ばれた k に対して、
{\displaystyle {\begin{aligned}\left|f_{n}(t)-f_{m}(t)\right|&\leq \left|f_{n}(t)-f_{n}(x_{k})\right|+|f_{n}(x_{k})-f_{m}(x_{k})|+|f_{m}(x_{k})-f_{m}(t)|\\&<{\frac {\varepsilon }{3}}+{\frac {\varepsilon }{3}}+{\frac {\varepsilon }{3}}\end{aligned}}}
が、すべての n, m > N = max{N(ε, x1), ..., N(ε, xK)} に対して成立する。したがって列 {fn} は一様コーシー列であり、主張の通りにある連続函数に収束する。

## 一般化

### コンパクト距離空間とコンパクトハウスドルフ空間
有界性と同程度連続性の定義は、任意のコンパクト距離空間、あるいはさらに一般のコンパクトハウスドルフ空間に対して一般化される。X をコンパクトハウスドルフ空間とし、C(X) を X 上の実数値連続函数の空間とする。部分集合 F ⊂ C(X) が同程度連続であるとは、すべての x ∈ X と ε > 0 に対し、x が次を満たす近傍 Ux を持つことをいう。
{\displaystyle \forall y\in U_{x},\forall f\in \mathbf {F} :|f(y)-f(x)|<\varepsilon .}
集合 F ⊂ C(X, R) が各点有界（pointwise bounded）であるとは、すべての x ∈ X に対して次が成立することをいう。
{\displaystyle \sup\{|f(x)|:f\in \mathbf {F} \}<\infty }
アスコリ＝アルツェラの定理の別の場合は、コンパクトハウスドルフ空間 X 上の実数値連続函数の空間 C(X) に対しても同様に成り立つ (Dunford & Schwartz 1958, §IV.6.7)：
X をコンパクトハウスドルフ空間とする。このとき、C(X) の部分集合 F が一様ノルムによって導かれる位相において相対コンパクトであるための必要十分条件は、それが同程度連続かつ各点有界であることである。
したがってアスコリ＝アルツェラの定理は、コンパクトハウスドルフ空間上の連続函数の環の研究における基本的な結果である。
上述の結果には様々な一般化が存在する。例えば、距離空間あるいは（ハウスドルフ）線型位相空間に値を取る函数に対して以下のようにわずかに変化した定理も成り立つ（例えば Kelley & Namioka (1982, §8), Kelley (1991, Chapter 7) を参照）：
X をコンパクトハウスドルフ空間とし、Y を距離空間とする。このとき F ⊂ C(X, Y) がコンパクト開位相においてコンパクトであるための必要十分条件は、それが同程度連続かつ各点ごとに相対コンパクトで、閉であることである。
ここで各点ごとに相対コンパクトとは、各 x ∈ X に対して集合 Fx = { f (x) :  f  ∈ F}  が Y において相対コンパクトであることをいう。
ここで与えられた証明は、定義域の可分性に依存しない方法で一般化することが出来る。例えば、コンパクトハウスドルフ空間 X 上で、各 ε = 1/n に対してある X の有限部分被覆が存在し、各族に含まれる任意の函数の振動がその被覆に含まれる各開集合上で ε よりも小さくなる。このとき有理数の役割は、この方法で得られた可算個の各被覆における各開集合より選ばれる点の集合によって与えられ、上述と全く同様の手順で主要な部分の証明が行われる。

## 必要性
ほとんどの種類のアスコリ＝アルツェラの定理では、函数族がある位相において（相対的に）コンパクトであるための十分条件が主張されているが、それらは通常、必要条件でもある。例えば、ある集合 F が、コンパクトなハウスドルフ空間上の実数値連続函数の集合で一様ノルムを備えるバナッハ空間 C(X) においてコンパクトであるなら、それは C(X) 上の一様ノルムにおいて有界であり、特に各点ごとに有界である。F 内のすべての函数で、開部分集合 U ⊂ X に関する振動が ε より小さいものの集合を N(ε, U) とする。すなわち、
{\displaystyle N(\varepsilon ,U)=\{f|\operatorname {osc} _{U}f<\varepsilon \}}
とする。固定された x∈X と ε に対して、U が x の開近傍を変動するとき、集合 N(ε, U) は F の開被覆を形成する。その有限部分被覆を選ぶと、同程度連続性が得られる。

## 例
- 1 < p ≤ ∞ に対し、[0, 1] 上で p-可積分であるすべての函数 g に対し、[0, 1] 上で定義される次の函数 G を関連付けることが出来る。

{\displaystyle G(x)=\int _{0}^{x}g(t)\,\mathrm {d} t.}
F を、空間 Lp([0, 1]) の単位球における函数 g に対応する函数 G の集合とする。q を、p に対して 1/p + 1/q = 1 を満たすもので定義されるヘルダー共役とすると、ヘルダーの不等式より、F に含まれるすべての函数は α = 1/q と定数 M = 1 に対してヘルダー条件を満たすことが分かる。
F は C([0, 1]) においてコンパクトである。これより、対応 g → G がバナッハ空間 Lp([0, 1]) と C([0, 1]) の間のコンパクト線型作用素 T を定義する。C([0, 1]) から Lp([0, 1]) への単射を構成することで、T は Lp([0, 1]) からそれ自身へのコンパクト作用素であることが分かる。p = 2 の場合は、ソボレフ空間 {\displaystyle H_{0}^{1}(\Omega )} から L2(Ω) への単射は、Rd 内の有界開集合 Ω に対してコンパクトであるという事実を示す簡単な一例である。
- T がバナッハ空間 X からバナッハ空間 Y へのコンパクト線型作用素であるとき、その転置 T ∗ は（連続）双対空間 Y ∗ から X ∗ へのコンパクト作用素である。これはアスコリ＝アルツェラの定理によって確かめることが出来る。

実際、X の閉単位球 B の像 T(B) は、Y のコンパクト部分集合 K に含まれる。Y ∗ の単位球 B∗ は、Y から K へ制限されることにより、有界かつ同程度連続な K 上の（線型）連続函数の集合 F を定義する。アスコリ＝アルツェラの定理より、B∗ 内のすべての列 {y∗
n} に対して、K 上で一様収束する部分列が存在する。これは、その部分列の像 {\displaystyle T^{*}(y_{n_{k}}^{*})}が X ∗ においてコーシーであることを意味する。
- f  が、開円板 D1 = B(z0, r) における正則函数で、その絶対値が M より小さいなら、（例えばコーシーの積分公式によって）その導函数の絶対値はより小さい円板 D2 = B(z0, r/2) において 4M/r よりも小さくなる。D1 上の正則函数の族が D1 上で定数 M によって有界であるなら、D2 への制限の族 F は D2 上で同程度連続となる。したがって、D2 上で一様収束する部分列を選ぶことが出来る。これはモンテルの定理の第一ステップである。